# 一孩政策

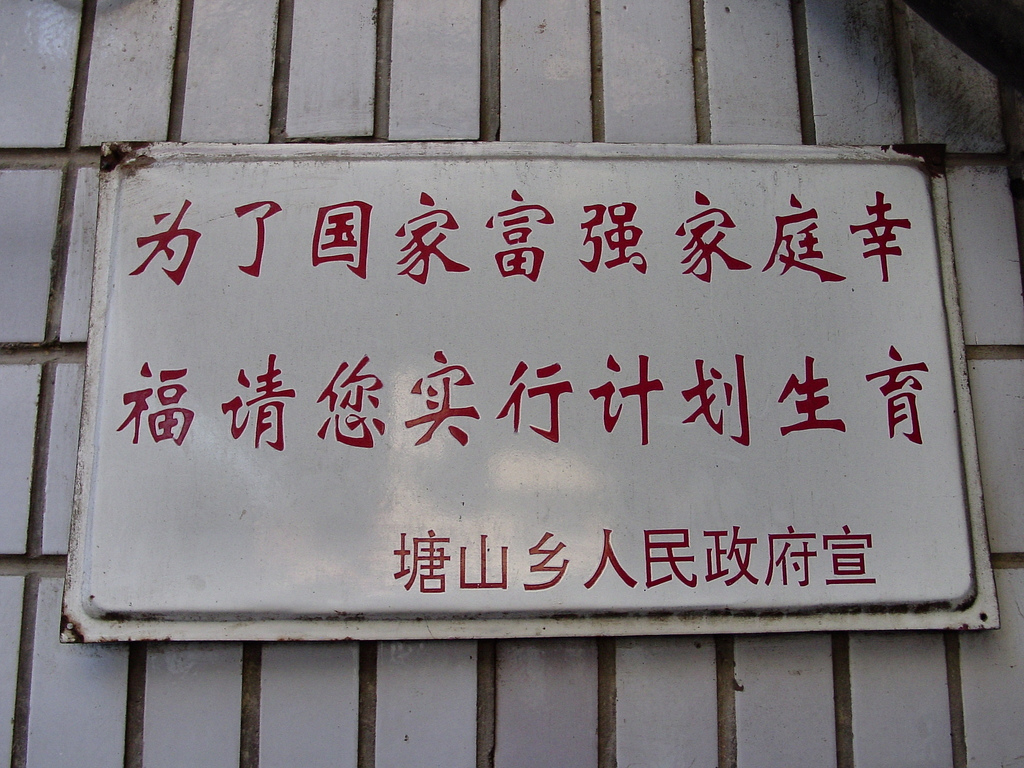
江西塘山鄉地方政府宣傳一孩政策時用的標語

一孩政策，是中華人民共和國於1979年至2015年推行的計劃生育政策。從1979年開始，隨著改革開放推行，規定中國大陸的城市人口只可以生一個兒女，生第二個就需要審核批准，如果違反規定生第二個，需要交罰款（「社會撫養費」）。例外的情況有农业人口、少數民族或者兩夫婦都是獨生子女。

## 历史沿革

### 改革开放前
在1970年以前，各种因素导致中国的计划生育并未广泛实行，截止1964年，第二次全国人口普查显示中国总人口达7.23亿，而截止1969年中国总人口超过8亿。1970年代初期，毛泽东等人的态度发生转变，中国政府开始实行计划生育，在第四个五年计划中提出“一个不少，两个正好，三个多了”的口号。1973年，第一次全国计划生育汇报会中提出“晚、稀、少”的政策，要求晚婚、一对夫妇两次生育间隔3年以上、生育不超过两个孩子。 同年国务院成立计划生育领导小组。1976年毛泽东逝世，中国人口数量到达9.3亿。

### 改革开放后

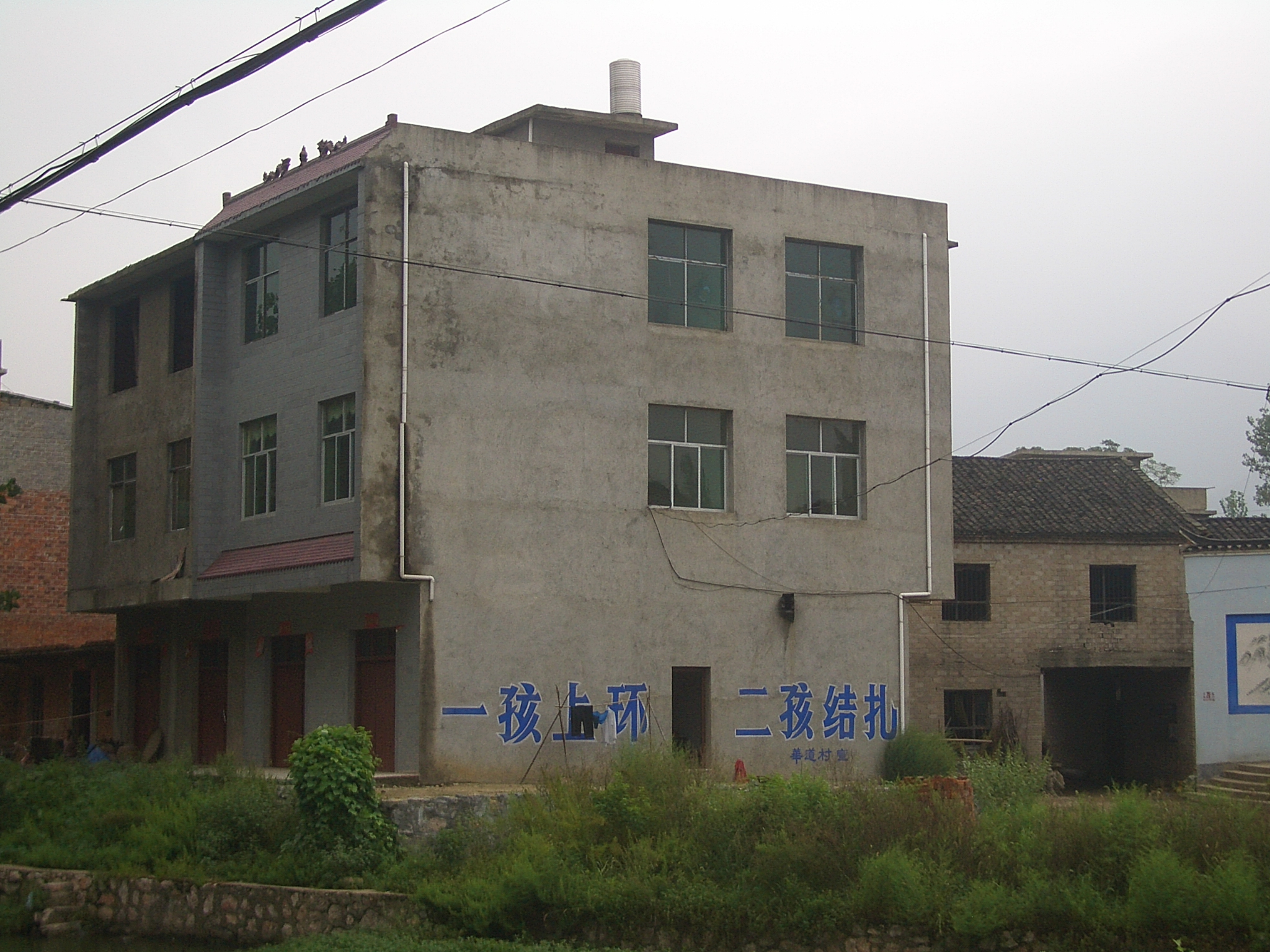
1982-83年，钱信忠提出“一孩上环，二孩结扎”的强制上环政策

1978年到1979年，邓小平、陈云、华国锋、李先念等人均表示支持计划生育政策。其中，1979年6月陈云等人率先提出严格的“一孩政策”，陈云提到：“先念同志对我说，实行‘最好一个，最多两个’。我说再强硬些，明确规定‘只准一个’。准备人家骂断子绝孙。不这样，将来不得了。” 同月，第五届人大二次会议结束后，时任国务院副总理陈慕华依据华国锋的报告，正式提出“一胎化”政策。
1979年下半年起，中国大陆多地按照一胎化的要求修改计划生育规定。10月，邓小平在会见英国客人时说，“人口问题是一个重要问题。现在，我们正在把计划生育、降低人口增长率作为一个战略任务。我们提倡一对夫妇生一个孩子。凡是保证只生一个孩子的，我们给予物质奖励。”
1979年一年里，全国29个省区市有27个出台了本省的计划生育条例，明确规定用经济的、行政的和法律的手段控制生育；除部分少数民族外，一胎化在全国城乡全面实行，仅云南、青海、宁夏、新疆农村可生育两孩。
1982年7月，第三次全国人口普查数据显示中国大陆人口总数突破10亿，1982年底，第五届全国人民代表大会第五次会议将计划生育定为基本国策。
1980年代中期，时任中共中央总书记胡耀邦、时任中国国务院总理赵紫阳曾批示把生育政策放宽松一些。多地生育政策有所调整，但胡耀邦、赵紫阳关于普遍实行“二胎化”的批示未能得到计生部门的贯彻执行，甚至出现抵制，1985年仅在山西省翼城县进行了“二胎”试点。

## 具體措施

### 分離嬰幼兒與原生家庭
廣西全州縣等地曾發生多起，政府將超生的嬰幼兒人口強制與原生家庭分離，由政府「分配」給不同的家庭；被稱為「社會調劑」。且這些強制迫於與親生父母離散的孩子去向，沒有留存紀錄。

## 影响

### 負面影響

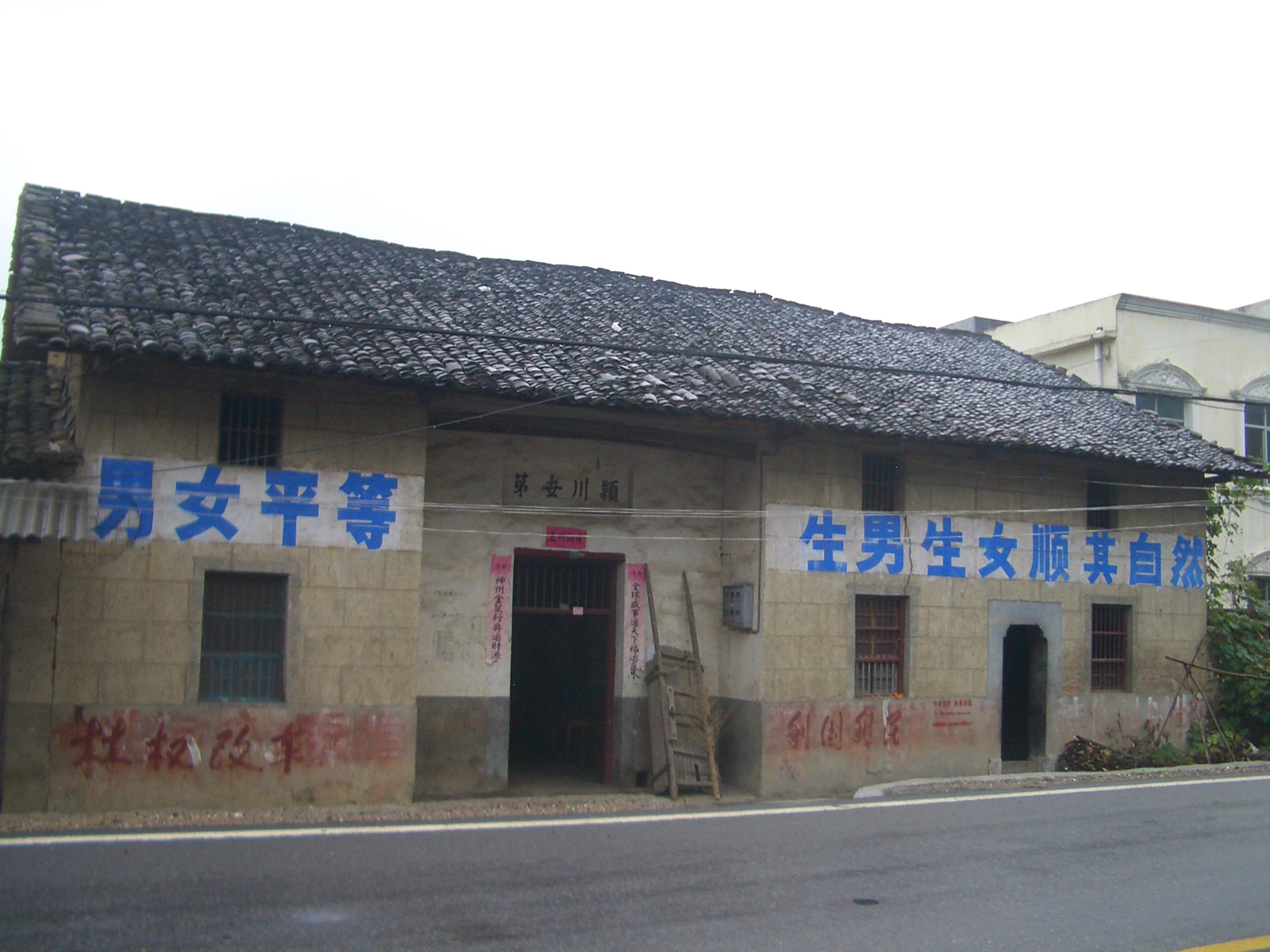
宣传标语

該政策後續在中國境外引發討論，包括政策的有效性，以及在政策執行過程中侵犯人權的指控，也擔憂该政策所帶來的弊端。例如強制避孕、強制墮胎和虐殺女嬰、黑戶口、男女比例失调等等。而一孩政策下出生的独生子女一代，沒有兄弟姊妹，被稱為「小皇帝」或「小公主」，成為後續社會道德倫理很多問題的本源。

### 正面影響
一孩政策是否百分百有效地控制中國大陸的人口增長，有一些不同的看法。
据中国政府官方估计，中国的计划生育政策使得中国少出生4亿多人、使世界60亿人口日推迟4年到来，获得了包括联合国人口基金会在内的肯定。
但一些人口統計學家對此數字看法不同，認為實際數字可能只是該估計的一半水平。中國人民大學社會與人口學院院長翟振武說明，對於4億的估計數字，不僅指一孩政策的效力，還包括先前政策所成功阻止的出生人口。他並指出，估計出來的數字很多，但基本事實未改變，即政策已成功阻止大量生育。 中國衛生部提出政策數字補充說明，表示在此期間統計，至少有3.36億的墮胎案。 
清華-布魯金斯公共政策研究中心有其他看法，表示自1980年代中期以來，泰國和中國的生育率的軌跡非常類同，但泰國並未實施一孩政策。  顯示一孩政策對出生率的實際影響，可能沒有所估計的這麼大。
在 1997 年 10 月國際人口科學研究聯盟的北京會議上，有中國學者表示，以市場方式的誘導引發自願性控制人口，雖然未必比較有道德性，但就最終結果而言，市場的方式更為有效。1988年，北京大學人口研究所曾討論市場轉型對中國生育率的影響，認為早年人民公社的大鍋飯體制，使人們免除很多養育子女的成本，促進生育率的上升。1980年代初期農業承包責任制的引入，削弱該時期的計劃生育控制。到 1980 年代後期，經濟合同制度下的育兒成本影響，減少農民養育子女的數量。顯示經濟因素仍是生育率的重要影響。

## 终止及后续
2013年11月，中國共產黨十八屆三中全會之後進一步放寬這個限制，只要求兩夫婦其中一方係獨生子女，俗稱「單獨二胎」。部分地方例如北京和天津規定可以單獨二胎，但是兩胎之間至少要隔四年，但此政策成效甚微。
2015年10月29日，中共十八屆五中全會宣布全面放棄一孩政策，實施普遍二孩政策，在中國大陸實行36年的一孩政策成為歷史。 2016年1月1日，二孩政策全面实施，一孩政策即正式停止实行，此后多个省份停止办理《独生子女父母光荣证》。
2021年5月31日，中共中央政治局召开会议，会议指出，进一步优化生育政策，实施一对夫妻可以生育三个子女政策及配套支持措施。即宣布放开三孩政策。